# Brejo da Madre de Deus (ort)
Brejo da Madre de Deus är en ort i Brasilien.   Den ligger i kommunen Brejo da Madre de Deus och delstaten Pernambuco, i den östra delen av landet, 1 500 km nordost om huvudstaden Brasília. Brejo da Madre de Deus ligger 654 meter över havet och antalet invånare är 27 369.
Terrängen runt Brejo da Madre de Deus är huvudsakligen kuperad, men åt nordväst är den platt. Det finns inga andra samhällen i närheten.
Omgivningarna runt Brejo da Madre de Deus är huvudsakligen savann. Runt Brejo da Madre de Deus är det ganska tätbefolkat, med 52 invånare per kvadratkilometer.